# ネルンストの式
ネルンストの式（英: Nernst equation）とは、電気化学において、電池の電極の電位 E を記述した式である。1889年にヴァルター・ネルンストによって提出されたとされるが、実際にネルンストが提出した式や考え方は、現在知られているものとは異なる。現在、広く受け入れられている式は、化学ポテンシャルの考え方に基づいて導出される。

## 酸化還元反応におけるネルンストの式
以下の式で示されるような酸化体Oxと還元体Redの間の電子授受平衡反応を考える。
{\displaystyle {\ce {{Ox}+{\mathit {z}}~e^{-}<=>Red}}}
このとき、系に挿入された不活性電極の持つ電位（電極電位）Eは、平衡時には以下の式で記述され、これを酸化還元反応におけるネルンストの式という。
{\displaystyle E=E^{\circ }+{\frac {RT}{zF}}\ln {\frac {a_{\mathrm {Ox} }}{a_{\mathrm {Red} }}}}
- E0：標準電極電位
- R：気体定数
- T：温度(K)
- z：移動電子数
- a：還元側および酸化側の活量
- F： ファラデー定数 = 96 485 C mol−1

なお、25 ℃ (298 K) においては、以下のように換算され、これも広く用いられる。
{\displaystyle E=E^{\circ }+{\frac {0.0592\ \mathrm {V} }{z}}\log _{10}{\frac {a_{\mathrm {Ox} }}{a_{\mathrm {Red} }}}}

## 電気生理学におけるネルンストの式
イオンXに対して透過性がある膜を隔てて、片側の区画(o)でのイオンXの濃度が[X]o、他方の区画(i)での濃度が[X]iであるとする。イオンXは濃度勾配にしたがって膜を透過するが、それによって生じる電荷の移動により、膜を隔てて電位差が生じる。平衡に達したときの区画oに対する区画iの電位Eは、以下の式で記述され、これを電気生理学におけるネルンストの式という。
{\displaystyle E={\frac {RT}{zF}}\ln {\frac {[{\mathrm {X} }]_{\mathrm {o} }}{[{\mathrm {X} }]_{\mathrm {i} }}}}
- E：平衡電位
- R：気体定数
- T：温度（K）
- z：イオンの荷数
- F： ファラデー定数 = 96 485 C mol−1

平衡電位を境にしてイオンの流れる方向が逆になるので逆転電位（reversal potential）とも呼ばれる。なお、体内では主に、ナトリウムイオン、カリウムイオン、クロライドイオンが関わっているので、37℃（体温）において平衡電位をmVであらわすと、以下のように換算され、これも広く用いられる。
{\displaystyle E=61.5\log _{10}{\frac {[X]_{\rm {o}}}{[X]_{\rm {i}}}}}